# Araneus formosellus
Araneus formosellus är en spindelart som först beskrevs av Roewer 1942.  Araneus formosellus ingår i släktet Araneus och familjen hjulspindlar.
Artens utbredningsområde är Pakistan. Inga underarter finns listade i Catalogue of Life.